# Списък на реките в Испания
Списъкът на реките в Испания е подреден по азбучен ред и съдържа информация за 90 реки с дължина над 100 km. За всяка река са показани нейната дължина (в km), площта на водосборния ѝ басейн (в km²), къде се влива. За реките от 3-ти или 4-ти порядък е показан към кой водосборен басейн се отнасят. Тези реки, на които част от течението или части от водосборния им басейн е извън територията на Испания, са показани със звездичка (*) и са посочени в скоби километрите на територията на Испания.
А – Б – В – Г – Д – Е – Ж – З – И – Й – К – Л – М – Н – О – П – Р – С – Т – У – Ф – Х – Ц – Ч – Ш – Щ – Ю – Я

## А
- Агеда – 133* / 2426*, ляв приток на Дуеро
- Агуасвивас – 100 / 1300, десен приток на Ебро
- Адаха – 176 / 5328, ляв приток на Дуеро
- Алагон – 205 / 5043, десен приток на Тахо
- Алберче – 182 / 4108, десен приток на Тахо
- Алгодор – 102 / 1250, ляв приток на Тахо
- Алмансора – 105 / ?, Средиземно море
- Арагон – 197 / 8524, ляв приток на Ебро
- Арга – 145 / 2759, десен приток на Арагон (ляв приток на Ебро)
- Ардила – 116* / 1822* (1043), ляв приток на Гуадиана
- Арланса – 172 / 5338, ляв приток на Писуерга (десен приток на Дуеро)
- Арлансон – 131 / 2621, десен пирток на Арланса (ляв приток на Писуерга, десен приток на Дуеро)
- Асуер – 110 / 1734, ляв приток на Гуадиана

## Б
- Бембесар – 126 / 1984, десен приток на Гуадалкивир

## В
- Вилдерадуей – 158 / 3679, десен приток на Дуеро
- Вияр – 124 / ?, десен приток на Гуадалкивир
- Волтоя – 101 / ?, ляв приток на Ересма (десен приток на Адаха, ляв приток на Дуеро)

## Г
- Галего – 203 / 4000, дляв приток на Ебро
- Гарона – 647* (32) / 56 000*, Атлантически океан
- Гуадайра – 110 / 1589, ляв приток на Гуадалкивир
- Гуадалентин – 121 / ?, десен пирток на Сугура
- Гуадалета – 173 / 3677, Атлантически океан
- Гуадалимар – 167 / 5327, десен приток на Гуадалкивир
- Гуадалкивир – 657 / 57 101, Атлантически океан
- Гуадалопе – 182 / 3890, десен приток на Ебро
- Гуадалорсе – 154 / 3147, Средиземно море
- Гуадарама – 132 / 1708, десен пирток на Тахо
- Гуадахос – 114 / 2415, ляв приток на Гуадалкивир
- Гуадиана – 744* (602) / 67 733* (55 513), Атлантически океан
- Гуадиана Менар – 182 / 7251, ляв приток на Гуадалкивир
- Гуадиела – 115 / ?, ляв приток на Тахо

## Д
- Дуеро – 897* (684) / 97 299* (78 952), Атлантически океан
- Дуратон – 114 / 1487, ляв приток на Дуеро

## Е
- Ебро – 910 / 86 100* (85 362), Средиземно море
- Ега – 113 / 1497, ляв приток на Ебро
- Елтес – 117 / 976, ляв приток на Уебра (ляв приток на Дуеро)
- Енарес – 158 / 4144, ляв приток на Харама (десен приток на Тахо)
- Ересма – 134 / 2940, десен приток на Адаха (ляв приток на Дуеро)
- Ерия – 110 / 657, десен приток на Туерто (десен приток на Есла, десен приток на Дуеро)
- Есгева – 127 / 1016, ляв приток на Писуерга (десен приток на Дуеро)
- Есла – 288 / 16 026, десен приток на Дуеро
- Еуме – 100 / ?, Атлантически океан

## К
- Кабриел – 220 / 4754, ляв приток на Хукар
- Карион – 197 / 3351, ляв приток на Писуерга (десен приток на Дуеро)
- Корбонес – 177 / 1826, ляв приток на Гуадалкивир

## Л
- Льобрегат – 157 / 4948, Средиземно море

## М
- Марго – 130 / 1544, ляв приток на Хукар
- Матачел – 124 / 2546, ляв приток на Гуадиана
- Миньо – 315* / 16 275, Атлантически океан
- Михарес – 156 / 4028, Средиземно море
- Мундо – 150 / 767, ляв приток на Сегура

## Н
- Навия – 159 / 2590, Атлантически океан
- Налон – 129 / 3692, Атлантически океан
- Нахериля – 100 / 1105, десен приток на Ебро
- Ногера Палясера – 154 / 2820, десен приток на Сегре (ляв приток на Ебро)
- Ногера Рибагорсана – 133 / 2036, десен приток на Сегре (ляв приток на Ебро)

## О
- Одиел – 121 / 900, Атлантически океан

## П
- Писуерга – 288 / 15 828, десен приток на Дуеро

## Р
- Риаса – 113 / 1103, ляв приток на Дуеро

## С
- Салор – 120 / ?, ляв приток на Тахо
- Санкара – 168 / 5726, десен приток на Гуадиана
- Сапардиел – 105 / 1445, ляв приток на Дуеро
- Сега – 149 / 2538, ляв приток на Дуеро
- Сегре – 261* / 22 579*, ляв приток на Ебро
- Сегура – 325 / 18 870, Средиземно море
- Сеа – 157 / 2019, десен приток на Есла (десен приток на Дуеро)
- Сесильо – 113 / ?, ляв приток на Вилдерадуей (десен приток на Дуеро)
- Сил – 234 / 7987, ляв приток на Миньо
- Синка – 170 / 9699, десен приток на Сегра (ляв приток на Ебро)
- Сухар – 210 / 8508, ляв приток на Гуадиана

## Т
- Тамбре – 134 / 1531, Атлантически океан
- Тахо – 1007* (863) / 80 600 (55 700), Атлантически океан
- Тахуня – 225 / 2608, ляв приток на Храма (десен приток на Тахо)
- Тер – 209 / 3010, Средиземно море
- Тера – 140 / 2412, десен приток на Есла (десен приток на Дуеро)
- Тистар – 170 / 4459, десен приток на Тахо
- Тормес – 247 / 7096, лян приток на Дуеро
- Туерто – 140 / 2412, десен приток на Есла (десен приток на Дуеро)
- Турия – 280 / 6394, Средиземно море

## У
- Уебра – 122 / 2881, ляв приток на Дуеро
- Уерва – 135 / 1020, десен приток на Ебро
- Уля – 126 / 2764, Атлантически океан

## Х
- Хабалон – 153 / 1556, ляв проток на Гуадиана
- Халон – 224 / 9338, десен приток на Ебро
- Хандула – 141 / 2565, десен приток на Гуадалкивир
- Харама – 194 / 597, десен приток на Тахо
- Хенил – 337 / 8278, ляв приток на Гуадалкивир
- Хигуела – 225 / 11 970, десен пирток на Гуадиана
- Хилока – 126 / 2957, десен приток на Халон (десен приток на Ебро)
- Хукар – 498 / 21 579, Средиземно море

## Ч
- Чанса (Шанса) – 117* (81) / 536*, ляв приток на Гуадиана